# Ла-Шапель-сюр-Шези
Ла-Шапе́ль-сюр-Шези́ (фр. La Chapelle-sur-Chézy) — коммуна во Франции, находится в регионе Пикардия. Департамент коммуны — Эна. Входит в состав кантона Эссом-сюр-Марн. Округ коммуны — Шато-Тьерри.
Код INSEE коммуны — 02162.

## Население
Население коммуны на 2010 год составляло 281 человек.
| 1962 | 1968 | 1975 | 1982 | 1990 | 1999 | 2010 |
| ---- | ---- | ---- | ---- | ---- | ---- | ---- |
| 171  | 166  | 164  | 131  | 182  | 218  | 281  |

## Экономика
В 2010 году среди 171 человека трудоспособного возраста (15—64 лет) 139 были экономически активными, 32 — неактивными (показатель активности — 81,3 %, в 1999 году было 72,1 %). Из 139 активных жителей работали 126 человек (66 мужчин и 60 женщин), безработных было 13 (5 мужчин и 8 женщин). Среди 32 неактивных 12 человек были учениками или студентами, 7 — пенсионерами, 13 были неактивными по другим причинам.